# Ángel Raya
Ángel Raya és doctor en Fisiologia per la Universitat de València. Ha desenvolupat la seva carrera professional al Salk Institute for Biological Studies (Califòrnia), al Centre de Medicina Regenerativa de Barcelona (CMR[B]) i a l'Institut de Bioenginyeria de Catalunya, entre d'altres. Des de l'any 2005, és investigador ICREA. La seva recerca se centra en la capacitat regenerativa cel·lular d'algunes espècies animals i, en general, en els mecanismes que fan possible la reprogramació cel·lular. Els progressos en aquest àmbit científic estan obrint noves vies per a la regeneració de teixits en humans, com ara els del cor, i poden tenir un impacte clau en el tractament de malalties com el Parkinson, l'Alzheimer o el càncer, entre d'altres. Sobre totes aquestes temàtiques, ha escrit i publicat a les principals revistes científiques. Des de l'any 2014 és Director del Centre de Medicina Regenerativa de Barcelona.